# Железничка станица Нови Београд
Железничка станица Нови Београд је једна од железничких станица Београдског железничког чвора, пругa Београд—Шид и Београд—Суботица и стајалиште прве линије БГ ВОЗ-а. Налази се у блоку 42 у градској општини Нови Београд у Београду. Смештена је недалеко од Моста на Ади и Београдске арене. Пруга се наставља ка Тошином бунару у једном и станици Београд центар у другом смеру. Железничка станица Нови Београд се састоји из 5 колосека.

## Саобраћај
- Интерсити (IC) Београд Центар – Нови Сад (без успутних стајања до Новог Сада, један воз на сат од 08:13 до 20:04) ,
- Интерегио (IR) Београд Центар – Мали Зворник

- Регио експрес (REx) Београд Центар – Нови Сад (пет возова дневно, обично у вршним сатима)

- Регио (RE) Београд Центар – Нови Сад (два воза на три сата), Београд Центар – Шид, Земун – Ниш, Земун – Вршац, Земун – Пријепоље теретна

- БГ:ВОЗ (градска железница), линија 1 (Батајница – Овча), и поједини возови на линијама 2, 3 и 4 ( Земун – Ресник, Земун – Младеновац и Земун – Лазаревац)

Возови за Суботицу не саобраћају због реконструкције пруге Нови Сад – Суботица.

## Галерија
- Стари изглед станице, пре реконструкције почетком 2. деценије 21. века
- Стари изглед станице, пре реконструкције почетком 2. деценије 21. века
- Нови изглед станице, април 2022.